# Minerva Film (Danemark)
Pour les articles homonymes, voir Minerva Film.
Minerva Film, initialement Minerva-Film A/S et pendant une période Minerva Film Video A/S, était une société de production cinématographique danoise.
Minerva-Film a été fondée le 1er septembre 1935 par Ingolf Boisen (da) et Axel Lerche (da),. Depuis sa création, Minerva-Film a joué un rôle clé dans le développement du court métrage et du documentaire danois. Des réalisateurs tels que Theodor Christensen, Karl Roos (da), Hagen Hasselbalch (da), Per Holst (da), Ole Palsbo, Astrid et Bjarne Henning-Jensen (da), Henning Carlsen et Jørgen Roos ont été associés à la société. Le producteur Ib Dam (da) en a également été employé. Pendant l'Occupation, plusieurs des directeurs et producteurs de la société ont été liés à la Résistance danoise.
En 1970, Jørgen Roos et Sten Hasager (da) ont repris l'entreprise, et en 1978, Hasager est devenu le seul propriétaire. Le nom a été changé en Minerva Film Video A/S en 1984.
Sten Hasager a vendu la société en 2006 à Rune Felix Holm et Mikael Windelin, qui se sont concentrés sur les publicités et la post-production. Windelin était directeur général de la société, tandis que Holm était directeur technique.
L'entreprise était située à Baldersgade 6 dans le quartier de Nørrebro, à Copenhague. À l'origine, elle était située à Toldbodgade 18.
La société a fait faillite le 4 janvier 2013.